# 大西証史
大西 証史（おおにし しょうじ、1964年〈昭和39年〉2月18日 - ）は、日本の厚生・厚生労働官僚。

## 来歴
愛媛県松山市出身。愛媛県立松山東高等学校を経て、1988年（昭和63年）3月、東京大学法学部を卒業。同年4月、厚生省に入省し、厚生省大臣官房人事課に配属。
厚生労働省大臣官房総務課企画官、同人事課秘書官事務取扱、医薬食品局監視指導・麻薬対策課麻薬対策企画官、同監視指導室長、保険局総務課医療費適正化対策推進室長、厚生労働省大臣官房総務課広報室長、社会・援護局保護課長、健康局総務課長、厚生労働省大臣官房総務課長などを歴任。途中北見市や外務省などに出向し、北見市企画部主幹、環境庁企画調整局環境影響評価課課長補佐、在英国日本国大使館一等書記官、内閣官房内閣参事官を務めた。
2018年（平成30年）7月31日、内閣官房内閣審議官（内閣総務官室）に就任。
2020年（令和2年）7月20日、内閣総務官兼内閣官房皇室典範改正準備室長兼内閣人事局人事政策統括官に就任。
2022年（令和4年）6月28日、老健局長に就任。2023年（令和5年）7月4日、辞職。

## 年譜
- 1987年（昭和62年）9月 - 国家公務員採用Ⅰ種試験（法律）合格[1]
- 1988年（昭和63年）
  - 3月 - 東京大学法学部卒業[1]
  - 4月 - 厚生省入省[1]
  - 4月 - 厚生省大臣官房人事課[1]
  - 5月 - 厚生省保険局保険課[1]
- 1989年（平成元年）5月 - 厚生省保険局医療課[1]
- 1990年（平成2年）7月 - 厚生省保健医療局疾病対策課[1]
- 1991年（平成3年）4月 - 北見市企画部主幹[1]
- 1993年（平成5年）4月 - 厚生省大臣官房国際課[1]
- 1995年（平成7年）7月 - 厚生省大臣官房国際課課長補佐[1]
- 1996年（平成8年）4月 - 環境庁企画調整局環境影響評価課課長補佐[1]
- 1997年（平成9年）7月 - 厚生省大臣官房障害保健福祉部障害福祉課課長補佐[1]
- 1998年（平成10年）
  - 7月 - 厚生省大臣官房障害保健福祉部企画課課長補佐[1]
  - 9月 - 厚生省大臣官房国際課課長補佐[1]
- 1999年（平成11年）
  - 1月 - 厚生省大臣官房障害保健福祉部精神保健福祉課課長補佐[1]
  - 5月 - 在英国日本国大使館一等書記官[1]
- 2002年（平成14年）
  - 7月 - 厚生労働省健康局総務課長補佐[1]
  - 8月 - 厚生労働省大臣官房総務課国会連絡室長補佐[1]
  - 8月 - 厚生労働省大臣官房総務課国会連絡室国会連絡調整官[1]
- 2004年（平成16年）
  - 7月 - 厚生労働省大臣官房総務課企画官[1]
  - 7月 - （併）医政局[1]
  - 9月 - 厚生労働省大臣官房人事課秘書官事務取扱[1]
- 2005年（平成17年）
  - 10月 - 厚生労働省大臣官房総務課企画官[1]
  - 10月 - （併）医薬食品局監視指導・麻薬対策課麻薬対策企画官[1]
  - 10月 - （併）医薬食品局監視指導・麻薬対策課監視指導室長[1]
- 2007年（平成19年）8月 - 厚生労働省保険局総務課医療費適正化対策推進室長[1]
- 2009年（平成21年）7月 - 厚生労働省大臣官房総務課広報室長[1]
- 2010年（平成22年）7月 - 内閣官房内閣参事官（内閣総務官室）[1]
- 2013年（平成25年）7月 - 厚生労働省社会・援護局保護課長[1]
- 2015年（平成27年）10月 - 厚生労働省健康局総務課長[1]
- 2017年（平成29年）7月 - 厚生労働省大臣官房総務課長[7]
- 2018年（平成30年）
  - 7月 - 内閣官房内閣審議官（内閣総務官室）[8]
  - 7月 - （併）内閣人事局[8]
  - 7月 - （命）内閣官房人事管理官[8]
  - 7月 - （命）内閣官房皇室典範改正準備室副室長[8]
- 2020年（令和2年）
  - 7月 - 内閣総務官[5]
  - 7月 - 内閣官房皇室典範改正準備室長[5]
  - 7月 - 内閣人事局人事政策統括官[5]
- 2022年（令和4年）6月 - 厚生労働省老健局長[3]
- 2023年（令和5年）7月 - 辞職[4]